# یاکوولف یاک-۴۴
یاکوولف یاک-۴۴ (به روسی: Яковлев Як-44) یک هواپیمای هشدار زودهنگام هوابرد دو توربوپراپ پیشنهادی بود که برای استفاده ناو هواپیمابر اولیانوفسک نیروی دریایی شوروی در نظر گرفته شد. برنامه یاک-۴۴ پس از فروپاشی شوروی لغو شد. در نتیجه یک ماکت از یاک-۴۴ ساخته شد.

## طراحی و توسعه
در اواخر دهه ۱۹۷۰، نیروی دریایی شوروی به جای برخاست و فرود عمود با باند کوتاه یاک-۴۴ که توسط ناوهای هواپیمابر کلاس کیف موجود اداره می‌شد، طرحی را برای ساخت ناوهای هواپیمابر بزرگ، همراهٔ قابلیت کار با هواپیماهای معمولی اتخاذ کرد. ناوهای جدید برای مؤثر بودن، به یک هواپیمای هشدار زودهنگام نیاز داشتند و دفتر طراحی یاکوولف دستور توسعه چنین هواپیمایی را در سال ۱۹۷۹ دریافت کرد. در حالی که آواکس نقش اصلی و مهم هواپیما بود، درخواست شد که نسخه‌هایی برای خدمت در نقش‌های جنگ ضدزیردریایی و هواپیمای حامل توسعه یابد.